# Radio Hat

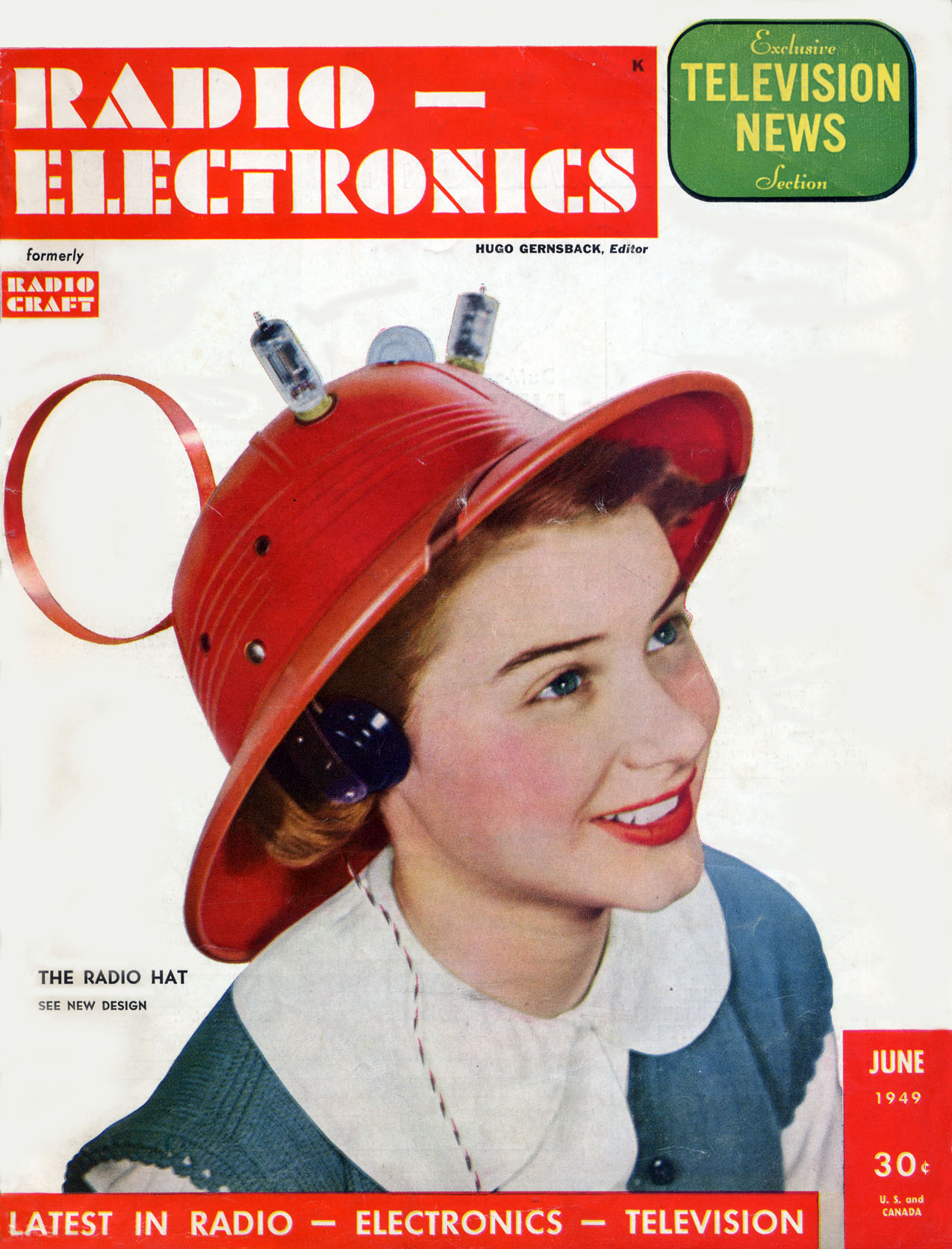
El número de juny de 1949 de la revista Radio-Electronics que mostra la Man-from-Mars Ràdio Hat. La model és l'actriu Hope Lange als 15 anys.

Ràdio Hat va ser un model de ràdio portàtil construïda utilitzant un casc colonial que permetia captar les emissions d'estacions de ràdio en un radi de 32 km de distància. Fou llançada al mercat dels Estats Units al començament de 1949 amb un valor de 7,95 dòlars amb la denominació de Man-from-Mars Ràdio Hat (en català, "Barret amb ràdio de l'home de Mart"). A causa d'una reeixida campanya publicitària, es va vendre per tot el territori dels Estats Units.
Va ser fabricada per American Merri-Llei Corporation de Brooklyn N.Y. L'empresa era un proveïdor reconegut de barrets per a festes i altres elements. El seu fundador, Victor Hoeflich, havia inventat una màquina per a fabricar leis (garlanda de flors) hawaiana de paper quan estava a l'escola secundària (1914), i el 1949 l'empresa despatxava cada any milions de leis a Hawaii. Hoeflich, que era un inventor, va continuar desenvolupant i venent maquinària per fabricar elements de paper.
Les ràdios a bateria portàtils ha es venien en el mercat des de feia molts anys, però Hoeflich tenia l'esperança que una ràdio amb una presentació innovadora i una campanya de publicitat adequada podia ser reeixida. S'acabava d'inventar el transistor, però encara era una curiositat cara de laboratori; la primera ràdio de transistors s'inventaria cinc anys després. En canvi, aquesta ràdio utilitzava la tecnologia de vàlvules de buit i les vàlvules van ser utilitzades com un element distintiu del disseny. També eren visibles l'antena i la perilla d'ajustament.